# Liste der Bodendenkmale in Großpostwitz
In der Liste der Bodendenkmale in Großpostwitz sind die Bodendenkmale der Gemeinde Großpostwitz und ihrer Ortsteile nach dem Stand der Auflistung von Harald Quietzsch und Heinz Jacob aus dem Jahr 1982 aufgelistet. Eventuelle Änderungen und Ergänzungen, insbesondere aus der Zeit nach der Wende, sind nicht berücksichtigt, da für Sachsen aktuell keine neueren allgemein zugänglichen Bodendenkmallisten vorliegen. Die Baudenkmale sind in der Liste der Kulturdenkmale in Großpostwitz aufgeführt.
| Denkmal-ID | Fundart            | Ortsteil   | Bezeichnung                          | Zeitstellung | Lage                                                                                   | Bemerkungen                                        | Bild |
| ---------- | ------------------ | ---------- | ------------------------------------ | ------------ | -------------------------------------------------------------------------------------- | -------------------------------------------------- | ---- |
| ?          | Befestigung > Burg | Binnewitz  | Wehranlage „Schmoritz“               | Slawenzeit   | südöstlich des Orts auf dem Gipfel des Schmoritz                                       | Ringwall in Gipfellage, Schutz seit 22. April 1971 |      |
| ?          | unbekannt          | Binnewitz  | Gruppe von annähernd 100 Steinhügeln | Slawenzeit   | südöstlich des Orts am Westhang des Schmoritzgipfels                                   | aus umliegendem Granitgeröll zusammengetragen      |      |
| ?          | unbekannt          | Mehltheuer | Gruppe von ca. 30 Steinhügeln        | Slawenzeit?  | südlich des Orts am Osthang des Schmoritzgipfels, an der Wegkreuzung östlich des Walls | aus umliegendem Granitgeröll zusammengetragen      |      |